# Tiếng Shan
Tiếng Shan (tiếng Shan:, IPA: [lɪ̀k tɑ́ɪ] hay ၽႃႇသႃႇတႆး, [pʰàː sʰàː tái]; tiếng Myanmar: ရှမ်းဘာသာ, Phát âm: [ʃáɴ bàðà]; tiếng Thái: ภาษาไทใหญ่) là ngôn ngữ bản địa của người Shan và chủ yếu được nói tại bang Shan, Myanmar. Ngoài ra, cũng có những nhóm biệt lập nói ngôn ngữ này tại bang Kachin, tại miền bắc Thái Lan và Châu tự trị dân tộc Thái Tây Song Bản Nạp tại Vân Nam, Trung Quốc. Tiếng Shan là một ngôn ngữ thuộc nhóm Thái-Kadai và có quan hệ với tiếng Thái. Ngôn ngữ này có 5 thanh điệu, không tương ứng với các thanh điệu trong tiếng Thái, cộng thêm thanh thứ 6 khi dùng để nhấn mạnh. Ngôn ngữ này được gọi là Thái-Yai, hay Thái Long trong nhóm ngôn ngữ Thái. Tên "Shan" được cho là bắt nguồn từ từ "Xiêm" trong tiếng Myanmar.
Hiện không có số liệu về số người nói tiếng Shan vì vẫn chưa có thống kê số lượng người Shan. Một số ước tính cho rằng người Shan có 4 triệu người hay nhiều hơn, nhưng con số chính xác có thể là 6 triệu người, và khoảng một nửa trong số đó nói tiếng Shan. Nhiều người Shan nói các phương ngữ bản địa cũng như ngôn ngữ của ngững người mau bán với họ. Vì tình trạng nội chiến tại Myanmar, rất ít người Shan ngày nay có thể đọc hay viết chữ Shan, vốn có nguồn gốc từ chữ Myanmar.